# لوك كيندال
لوك كيندال  (بالإنجليزية: Luke Kendall) مواليد 25 مايو 1981، هو لاعب كرة سلة أسترالي بدأ مسيرته الاحترافية في سنة 2004. يبلغ طوله 6 قدم 4 بوصة (1.9 م).

## روابط خارجية
- لوك كيندال على موقع الاتحاد الدولي لكرة السلة (الإنجليزية)
- لوك كيندال على موقع كرة السلة الأوروبية.كوم (الإنجليزية)
- لوك كيندال على موقع ريلجم (الإنجليزية)
- لوك كيندال على موقع بروبوليرز (الإنجليزية)
- لوك كيندال على موقع اتحاد ألعاب الكومنولث (مؤرشف) (الإنجليزية)
- لوك كيندال على موقع دورة ألعاب الكومنولث 2006 (مؤرشف) (الإنجليزية)